# Stěpan Petrovič Ščipačov
Stěpan Petrovič Ščipačov, psáno též Ščipačev, rusky Степaн Петрoвич Щипачёв (26. prosince 1898jul./ 7. ledna 1899greg., ves Ščipači, Permská gubernie, nyní Sverdlovská oblast – 1. ledna 1980, Moskva) byl ruský sovětský spisovatel, básník, prozaik a redaktor.

## Život
Ščipačov se narodil jako syn rolníka ve vsi Ščipači ležící asi dvacet kilometrů od města Bogdanovič. Brzy osiřel a od devíti let sloužil u sedláka. Prošel celou řadou zaměstnání a roku 1917 byl povolán do armády. Roku 1919 přešel do Rudé armády a vstoupil do Komunistické strany Ruska (bolševiků). V té době také vydal své první básně.
Od roku 1921 studoval vojenskou pedagogickou školu v Moskvě, v letech 1922-1929 se zabýval politicko-výchovnou prací v armádě a potom pracoval jako redaktor v časopise Krasnoarmějec (Красноармеец). Roku 1930 byl jedním ze zakladatelů Literární společnosti Rudé armády a námořnictva LOKAF (Литературное объединение Красной Армии и Флота). V letech 1931-1934 studoval literaturu na stranickém Institutu rudé profesury. Od roku 1935 se věnoval pouze literatuře a stal se uznávaným básníkem.

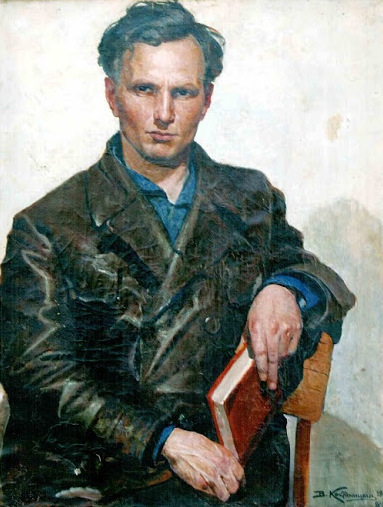
Ščipačov na obraze z roku 1933

Za druhé světové války byl dopisovatelem Pravdy a přispíval také do dalších armádních novin. Po válce se stal významným funkcionářem Svazu spisovatelů Sovětského svazu a několikrát byl v zahraničí jako zástupce sovětské literární komunity. Roku 1960 se podle vyjádření básníka Jevgenije Jevtušenka aktivně postavil proti tomu, že Jevtušenko nesměl cestovat do zahraničí. Roku 1973 se ale stal signatářem veřejného dopisu skupiny významných sovětských spisovatelů odsuzující Solženicyna a Sacharova. Je také znám jako autor článku namířeného proti Solženicinovi, který vyšel pod názvem Конец литературного власовца roku 1974 v Literaturnoj Gazetě.

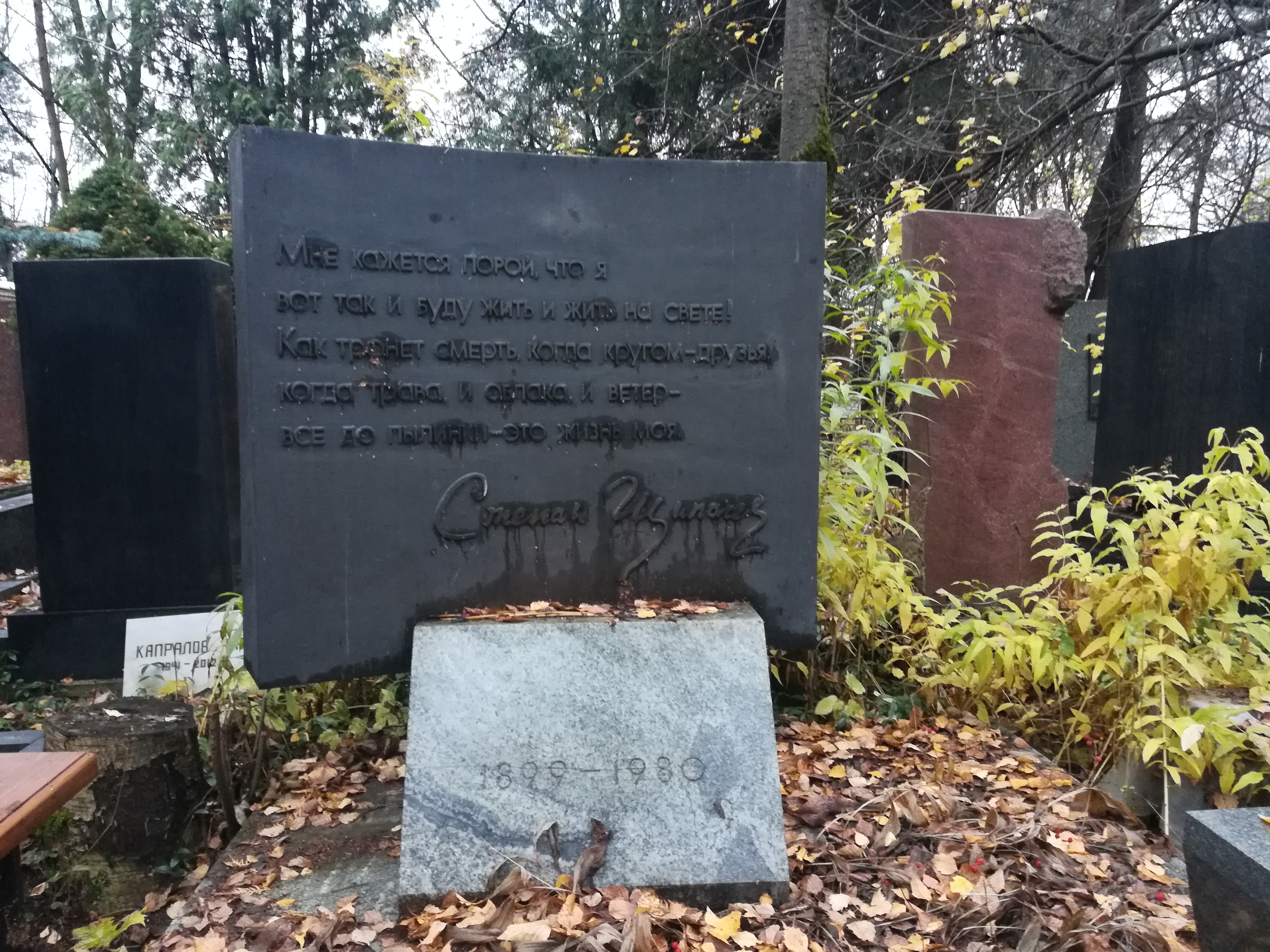
Šcipačovův hrob na Kuncevském hřbitově v Moskvš

Za svého života by třikrát ženat. Z prvního manželství měl syna Livije (1926-2001), herce a malíře, z druhého syna Viktora (* 1931), kandidáta technických věd. Zemřel roku 1980 a pochován byl na Kuncevském hřbitově v Moskvě.
Ve své době byl oficiálně uznávaným básníkem pro své básně týkající se oslav vlasti a budování komunismu, za které dostal celou řadu sovětských vyznamenání. V mládí mu byla blízká kosmicko-hyperbolická poezie skupiny proletářských básníků Kovárna (Кузница). V době stalinismu se jeho poezie od dobového průměru odlišovala především tím, že se vyhýbals jalovému patosu a obsahovala lyrické motivy přírody a lásky. Oceňovány byly spíše jeho krátké básně, v poemách se více projevovala malá hudebnost jeho verše a jeho politické zaměření.
Roku 1994 bylo ve městě Bogdanovič otevřeno Literární muzeum Stěpana Ščipačova věnované životu a dílu básníka.

## Výběrová bibliografie
- По курганам веков (1923, Na mohylách věků), básnická sbírka.
- Одна шестая (1931, Šestina světa), básnická sbírka.
- Наперекор границам» (1932, Hranicím navzdory), básnická sbírka.
- Под небом Родины моей (1937, Pod nebem mé vlasti), básnická sbírka.
- Лирика (1939, Lyrika), básnická sbírka.
- Фронтовые стихи (1942, Verše z fronty), básnická sbírka.
- Домик в Шушенском (1944, Domek v Šušenském), poema věnována památce Leninově, zejména jeho pobytu ve vyhnanství v sibiřské vesnici Šušenském v letech 1897-1900.
- Строки любви (1945, Sloky lásky), básnická sbírka, soubor milostné lyriky na pozadí přírodních i společenských motivů.
- Славен труд (1947, Buď sláva práci), básnická sbírka.
- Стихотворения (1948, Básně), básnická sbírka, Stalinova cena.
- Павлик Морозов» (1950, Pavlík Morozov), poema zobrazující údajné krutosti kulaků za kolektivizace v duchu oficiálně propagovaného zostřování třídního boje, příběh prosovětského hrdiny a mučedníka, chlapce Pavlíka Morozova zavražděného vlastním dědem, Stalinova cena.
- Берёзовый сок» (1956, Březový doušek), autobiografická próza popisující autorovo dětství a život v předrevoluční ruské vesnici.
- Думы (1962, Rozjímání), básnická sbírka.
- Ладонь» (1964, Dlaň), básnická sbírka.
- Наследник (1965, Dědic), poema.
- Красные листья (1967, Rudé listí), básnická sbírka.
- Сцена - шар земной (1967, Jeviště - zeměkoule), poema.
- Звездочёт (1968, Hvězdopravec), poema.
- 12 месяцев вокруг Солнца (1969, Dvanáct měsíců kolem slunce), poema.
- Слушаю время (1970, Naslouchám času). básnická sbírka.
- Товарищам по жизни (1972, Soudruhům života), básnická sbírka.
- Трудная отрада (1972, Těžká radost), autobiografická próza, vzpomínky na autorovy současníky a na začátky jeho kariéry.
- О Родине думаю (1974, Přemýšlím o vlasti), básnická sbírka.
- Синева России (1976, Modř Ruskai), básnická sbírka.
- У горизонта (1982, Na horizontu), posmrtně vydané básně.

## Ukázka poezie
„Lásky si važte už teď v mládí

a s léty dvakrát vroucněji.

Láska - to není vzdychat, hladit,

vodit se s lunou v aleji.

Přijdou i mraky, nečas, tíseň.

Pak, zkřehlé, kdo vás zahřeje?

Láska je jako dobrá píseň,

a píseň složit - těžké je.

(přeložil Ladislav Fikar)

## Česká vydání
- Za nový svět, Praha: Práce 1950, přeložila Zdenka Niliusová, výbor ze sbírky Básně.
- Domek v Šušenském, Praha: Svět sovětů 1950, přeložila Zdenka Niliusová.
- Sloky lásky, Praha: Československý spisovatel 1952, přeložil Ladislav Fikar, znovu 1953, 1955 a 1972.
- Pavlík Morozov, Praha: Československý spisovatel 1952, přeložil Jan Pilař,
- Pavlík Morozov, Praha: SNDK 1952, přeložil Jan Pilař.[11]
- Poesie, Praha: Československý spisovatel 1953, přeložil kolektiv překladatelů, obsáhlý výbor z autorovy tvorby.
- Básně, Praha: Naše vojsko 1954, přeložil kolektiv překladatelů. výbor z díla.
- Sloky lásky, Praha: Mladá fronta 1954, přeložil Ladislav Fikar.
- Sloky lásky, Praha: Svět sovětů 1956, přeložil Ladislav Fikar. znovu 1959. 1962 a 1965.
- Březový doušek, Praha: Mladá fronta 1958, přeložila Hana Vrbová.
- Rozjímání, Praha: Československý spisovatel 1959, přeložil Ladislav Fikar.
- Sloky lásky, Praha: SNDK 1967, přeložil Ladislav Fikar.
- Sloky lásky, Praha: Lidové nakladatelství 1981, přeložil Ladislav Fikar.
- Sloky lásky, Praha: Supraphon 1985, přeložil Michal Černík.